# 신윤희
신윤희(申允熙, 1941년 ~ )는 대한민국의 군인으로, 육군본부 헌병참모부장 등을 지내고 육군 소장으로 예편하였다.

## 생애
1965년 육군사관학교 21기로 임관하였으며 1979년 12·12 군사 반란 때 육군 수도경비사령부 헌병단 부단장이었다. 12월 12일 전두환 보안사령관으로부터 장태완 수도경비사령관을 체포하라는 임무를 부여받았으며 새벽 3시경 헌병단 소속 무장 헌병 60명을 앞세워 수도경비사령부 외곽과 1, 2층을 포위한 뒤 사령관실로 진입해서 장태완 사령관을 체포했다.
1995년 7월에서 같은 해 1995년 9월까지 두 달 간 자유민주연합 특임행정위원을 잠시 역임하였으며 이듬해 1996년 1월에 12.12 및 5.18 사건 관련 재평가 심판 기소 처분 조치에 의하여 구속 기소되었고, 1997년 4월 17일 대법원에서 열린 12·12 사태 및 5·18 광주 민주화 운동 관련 재판에서 반란 모의 참여 주요 임무 종사 등의 혐의로 징역 3년 6개월형을 선고받았으나 사면되었다.

## 학력
- 육군사관학교 21기 (문학사)
- 육군기갑학교 졸업
- 육군보병학교 졸업
- 육군포병학교 졸업
- 육군대학 졸업

## 미디어 매체
- 차래형 - 2023년 영화 《서울의 봄》